# Thonne-les-Près
Thonne-les-Près település Franciaországban, Meuse megyében. Lakosainak száma 125 fő (2022. január 1.). Thonne-les-Près Chauvency-le-Château, Montmédy, Thonnelle és Vigneul-sous-Montmédy községekkel határos.

## Népesség
A település népessége az elmúlt években az alábbi módon változott:
| Lakosok száma | 149  | 153  | 155  | 144  | 147  | 142  | 135  | 131  | 129  | 125  |
|               | 1968 | 1982 | 1990 | 2006 | 2013 | 2015 | 2017 | 2019 | 2020 | 2022 |